# Bombarde (Geschütz)
Bombarde ist eine Bezeichnung für Pulvergeschütze im Spätmittelalter. Sie ersetzten die bis dahin bei Belagerungen verwendeten mechanischen Wurfwaffen, wie die Blide.

## Beschreibung
Außer dass es sich um eine Steinbüchse (Geschütz zum Verschießen von Projektilen aus Stein) handelt, gibt es keine eindeutige technische Beschreibung. Vielfach wird von kurzen Geschützen mit verhältnismäßig großen Kalibern, also Mörsern, geschrieben. Teilweise wird die Mündung als trichterförmig beschrieben.
Andere Quellen beschreiben die Bombarde als ein Geschütz mit längerem Rohr, also Kanone, in der Bauart als Kammergeschütz (also als frühen Hinterlader). Teilweise wird die Bauart als Stabringgeschütz beschrieben.
Beispiele von Geschützen, die als „Bombarde“ bezeichnet werden:

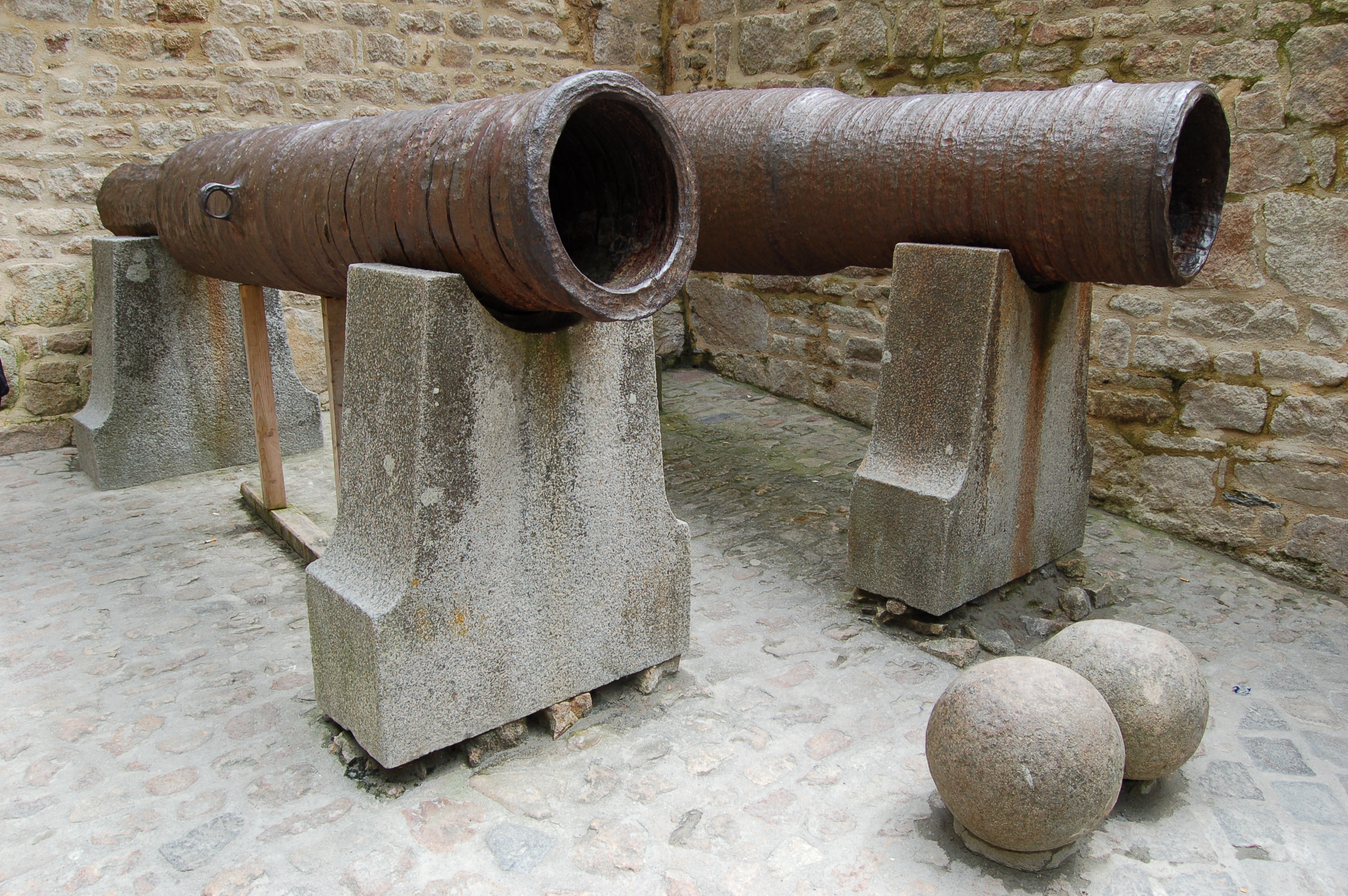
Eiserne Stabringkanonen auf der Stadtbefestigung von Mont-Saint-Michel
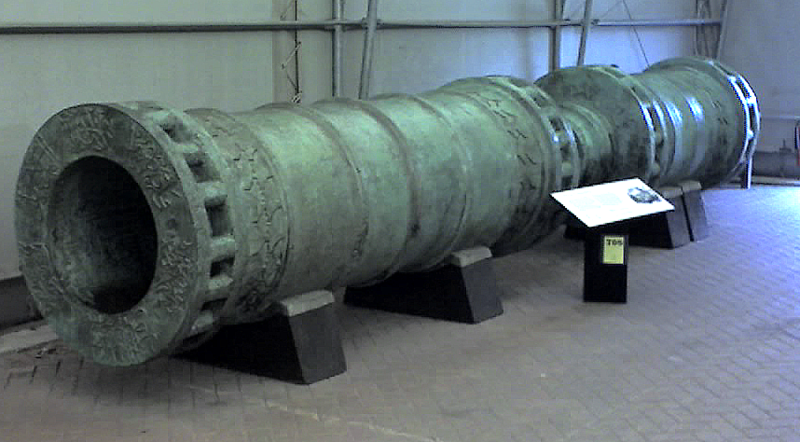
Gegossene Bronzekanone (Dardanellengeschütz)
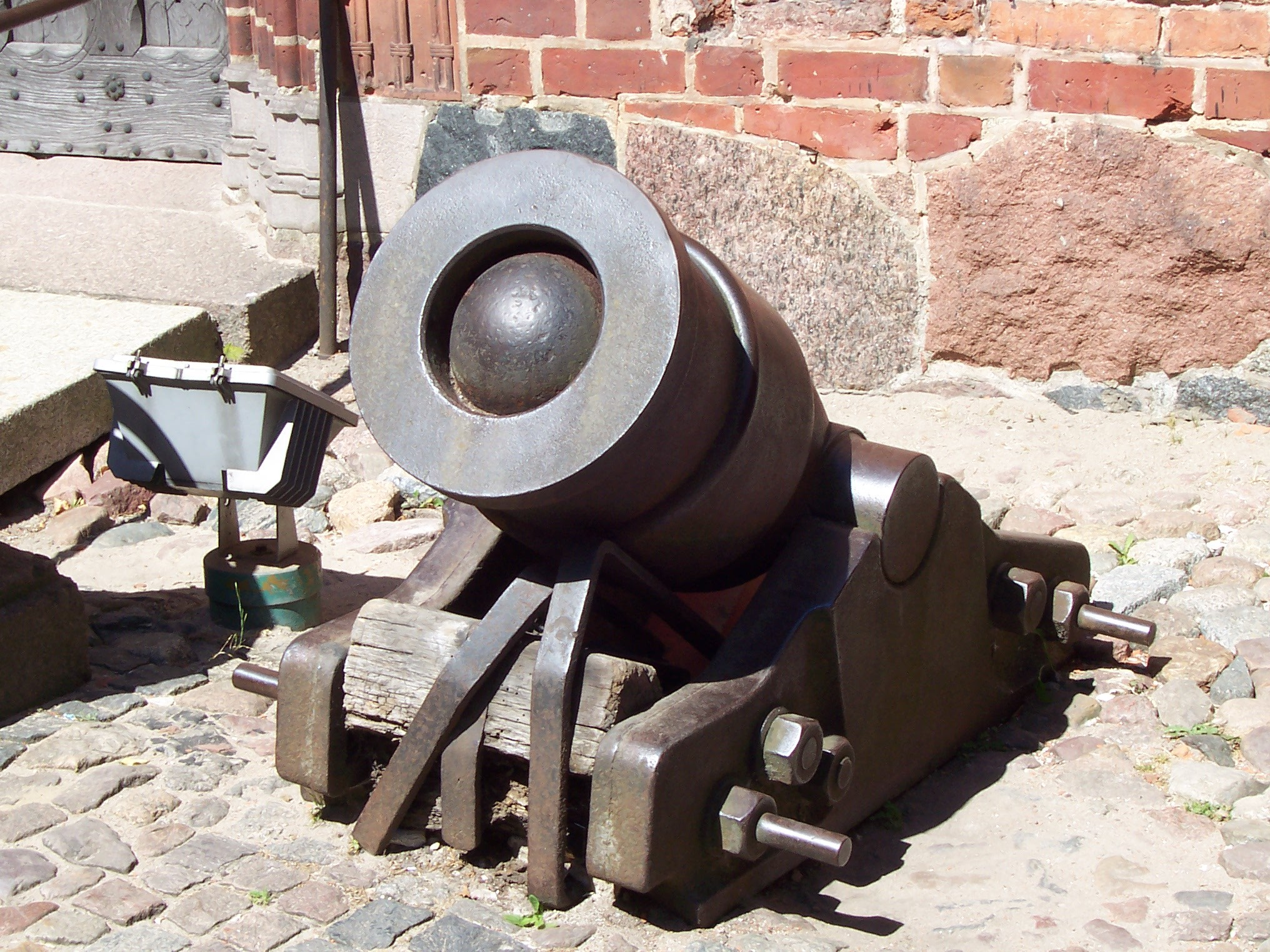
Mörser auf der Ordensburg Marienburg